# Napad na Port Artur
Napad na Port Artur (japonsko 旅順口海戦, Hepburn Ryojunkō Kaisen) je potekal med 8. in 9. februarjem 1904 in je pomenil začetek rusko-japonske vojne. Začel se je z nočnim napadom japonskih rušilcev, ki so presenetili nevtralno rusko floto, zasidrano v Port Arturju v Mandžuriji. Napad se je nadaljeval naslednje jutro, spopadi pa so potekali še do maja 1904. Napad se je končal neodločeno, čeprav je vojno Japonska odločilno zmagala.

## Ozadje
Rusko-japonska vojna se je začela z obstreljevanjem japonske cesarske mornarice ruske Tihooceanske flote v Port Arturju in Čemulpu. Admiral Tōgō je načrtoval napad na Port Artur s 1. divizijo kombinirane flote, sestavljene iz šestih pre-dreadnought bojnih ladij, Hacuse, Šikišima, Asahi, Fudži in Jašima, pod vodstvom poveljniške ladje Mikasa in 2. divizije z oklepnimi križarkami Ivate, Azuma, Izumo, Jakumo in Tokiva. Te kapitalne ladje in križarke je spremljalo okrog 15 rušilcev in okrog 20 manjših torpednih čolnov. V rezervi so bile križarke Kisagi, Čitose, Takasago in Jošino. Po poslabšanju diplomatskih odnosov med državama, je admiral Tōgō s to veliko, dobro oboroženo in dobro trenirano silo ter z elementom presenečenja poskušal zadati odločilni udarec ruski floti.
Na ruski strani je imel admiral Stark pre-dreadnought bojne ladje Petropavlovsk, Sevastopol, Peresvet, Pobjeda, Poltava, Cesarjevič in Retvizan, oklepno križarko Bajan ter zaščitene križarke Pallada, Diana, Askold, Novik in Bojarin. Ladje so bile nameščene pod okriljem utrjenega pomorskega oporišča Port Artur. Obramba Port Arturja je bila sicer šibkejša, kot bi lahko bila, delujoč je bil samo del baterij obalne artilerije, sredstva za okrepitev obrambe pa so bila preusmerjena v bližnji Dalnij in večina častnikov je bila na zabavi, ki jo je priredil admiral Stark 9. februarja 1904 zvečer.
Admiral Tōgō je prejel napačne informacije s strani lokalnih vohunov v Port Arturju in okolici, da so sile, ki stražijo pristanišče v stanju najvišje pripravljenosti ter ni bil pripravljen tvegati uničenja svojih dragocenih kapitalnih ladij zaradi ognja ruske obalne artilerije. Tako je večino svoje bojne flote obdržal stran od pristanišče, svoje rušilce pa je razdelil v dve napadalni eskadri, eno s 1., 2. in 3. flotiljo in eno s 4. in 5. flotijo ter ju poslal v napad na Dalnij.
| Število baterij | 280 mm | 254 mm | 229 mm | 152 mm | 57 mm |
| --------------- | ------ | ------ | ------ | ------ | ----- |
| 2               |        |        |        | 5      |       |
| 6               |        |        | 8      |        |       |
| 7               | 4      |        |        |        |       |
| 9               |        |        |        | 5      |       |
| 13              | 6      |        |        |        | 2     |
| 15              |        | 5      |        |        | 2     |
| 16              |        |        |        | 5      |       |
| 17              |        |        | 6      |        | 2     |
| 19              |        |        |        | 5      |       |
| 21              |        |        | 6      |        |       |
| Začasno         |        |        | 2      | 8      | 4     |
| Skupno          | 10     | 5      | 14     | 28     | 10    |
| Načrtovano      | 10     | 10     | 44     | 24     | 24    |

## Bitka

### Nočni napad 8.–9. februarja 1904
V ponedeljek, 8. februarja 1904 okrog 22.30 ure, je eskadra z desetimi rušilci, ki je bila namenjena napasti Port Artur, naletela na ruske rušilce na patrulji. Rusi so imeli ukaz ne napasti prvi in so sporočili o srečanju v poveljniški štab. Zaradi srečanja sta trčila dva japonska rušilca in zaostala za drugimi ladjami, ki so postale razpršene. 9. februarja okrog 00.28 ure so se prvi štiri japonski rušilci prebili do Port Arturja neopaženo in sprožili torpedni napad na Pallado (bila je zadeta v sredini, zagorela in potonila v plitvi vodi) ter Retvizana (ki je prejel luknjo v premec). Drugi japonski rušilci so bili manj uspešni, veliko njihovih torpedov se je ujelo v obsežne torpedne mreže, ki so preprečile napad na ruske bojne ladje. Drugi rušilci so prispeli prepozno, da bi imeli element presenečenja in so napadli posamično in ne v skupini. Ne glede na to, jim je uspelo onesposobiti najmočnejšo ladjo v ruski floti, bojno ladjo Cesarjevič. Japonski rušilec Oboro je zadnji napad izvedel okrog 02.00 ure in takrat so bili Rusi že polno prebujeni in njihove iskalne luči in topovski ogenj so preprečile natančne torpedne napade iz bližine.
Kljub najboljšim možnim pogojem za napad z elementom presenečenja so bili dosežki siromašni. Od šestnajstih izstreljenih torpedov, so vsi razen treh zgrešili ali pa se niso detonirali. Vendar sreča ni bila na strani Rusije, saj sta dva od treh torpedov zadela njihove najboljše bojne ladje – Retvizan in Cesarjevič (pa tudi zaščitena križarka Pallada) nista bila sposobna plovbe naslednjih nekaj tednov.

### Površinska bitka 9. februarja 1904
Po nočnem napadu je admiral Tōgō poslal svojega namestnika viceadmirala Dewa Shigeta s štirimi križarkami na izvidniško odpravo ob 8.00 uri z nalogo pogledati na sidrišče Port Arturja in oceniti škodo. Ob 9.00 uri je bil admiral Dewa dovolj blizu, da je skozi meglico razločil rusko floto. Opazil je 12 bojnih ladij in križark, tri ali štiri izmed njih so izgledale močno poškodovane ali nasedle. Manjše ladje izven vhoda v pristanišče so bile v kaosu. Dewa se je pristanišču približal na 6900 m, ampak s strani Rusov ni bilo odziva in prepričan je bil, da je nočni napad uspešno paraliziral rusko floto, zato je odhitel poročati admiralu Togu.
Dewa, ki se ni zavedal, da se ruska flota pripravlja na boj, je prepričeval admirala Tōga, da je ta trenutek izjemno ugoden za to, da glavna flota hitro napade. Čeprav bi admiral Tōgō raje videl, da bi rusko floto zvabili stran od zaščite obalnih baterij, so zgrešeni optimistični zaključki Dewe vodili v prepričanje, da je tveganje upravičeno Admiral Tōgō je ukazal 1. diviziji napad na pristanišče, 3. divizija pa je ostala v rezervi zadaj.
Med približevanjem Port Arturju so Japonci naleteli na rusko križarko Bojarin, ki je bila na bojni patrulji. Bojarin je streljal na Mikaso z zelo velike razdalje, nato pa se je obrnil in umaknil. Okrog 12.00, pri razdalji 5 morskih milj, se je začel boj med rusko in japonsko floto. Japonci so osredotočili ogenj 12-palčnih topov na kopenske baterije, 8- in 6-palčne pa so uporabljali proti ruskim ladjam. Streljanje je bilo na obeh straneh slabo, vendar je Japoncem uspelo poškodovati Novik, Petropavlovsk, Poltavo, Diano in Askold. Toda hitro je postalo jasno, da je admiral Dewa naredil hudo napako; Rusi so se pobrali po prvotnem napadu rušilcev in njihove bojne ladje so se obdale z dimom. V prvih petih minutah bitke je Mikaso zadela granata, ki jo je razneslo nad ladjo in je ranila glavnega inženirja, poročnika in pet drugih častnikov ter mož in uničila zadnji most.
Ob 12.20 se je admiral Tōgō odločil pobegniti. To je bil tvegan manever, ki je floto izpostavil ognju ruskih obalnih baterij. Kljub močnemu topovskemu obsteljevanju je japonskim bojnim ladjam uspel manever in bliskovito so odplule izven dosega baterij. Šikišima, Mikasa, Fudži in Hacuse so bile poškodovane in so prejele skupno sedem zadetkov. Več zadetkov so na točki obrnitve prejele tudi križarke admirala Kamimure Hikonoja. Rusi so po drugi strani prejeli okrog pet zadetkov, ki so bili porazdeljeni med bojne ladje Petropavlovsk, Pobjeda, Poltava in Sevastopol. Istočasno se je križarka Novik približala japonskim križarkam na 3000 m in izstrelila torpedni salvo. Vsi torpedi so zgrešili cilj, Novik pa je prejel resen zadetek pod vodno črto.

## Izid
Čeprav ni bila v Napadu na Port Artur izgubljena nobena večja ladja, je bila japonska cesarska mornarica z bojišča pregnana s strani združenega ognja ruskih obalnih in ladijskih baterij, kar je bila za Ruse manjša zmaga. Rusi so imeli okrog 150 mrtvih in ranjenih, v primerjavi z 90 Japonci.